# Gaspar Corte-Real

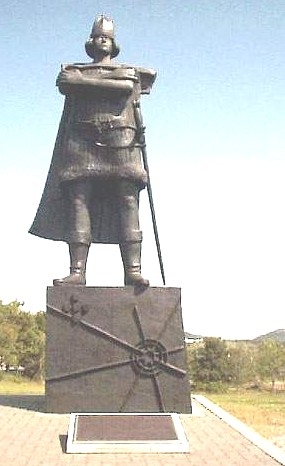
Statue in St. John’s, Neufundland

Gaspar Corte-Real (* um 1450 auf Terceira, Azoren (?); † 1501) war ein portugiesischer Seefahrer und jüngster Sohn von João Vaz Corte-Real.
Am 12. Mai 1500 schickte ihn der portugiesische König Manuel auf Entdeckungsfahrt in die Neue Welt und sicherte ihm die Herrschaft über neuentdeckte Länder zu. Corte-Real brach in Lissabon auf und erreichte ein Land „mit großen Bäumen und fruchtbaren Böden“. Corte-Real nannte es Terra Verde (dt. Grünland), und in der Tat vermutet man dahinter Grönland oder Labrador.
Im Jahr darauf, 1501, segelte er mit drei Karavellen erneut Richtung Terra Verde. Nachdem er Eis in der Davisstraße vorfand, segelt er nach Süden und ließ, vermutlich an der Küste von Labrador oder Neufundlands, 60 Bewohner gefangen nehmen. Da ein Teil der Indianer mit Fellen bekleidet, andere aber fast nackt gewesen sein sollen, wurde spekuliert, dass die Gefangenen aus zwei verschiedenen Klimazonen kamen. Danach trennte sich die kleine Flotte. Während Corte-Real einen südlichen Kurs einschlug, segelten die anderen beiden Schiffe nach Portugal, wo sie im Oktober 1501 ankamen. Gaspar Corte-Real kehrte nie von seiner Reise zurück.
Im Mai 1502 versuchte ihn sein Bruder Miguel mit einer Expedition von drei Schiffen zu finden, doch auch sein Schiff kehrte nicht zurück. Im August 1502 fanden sich nur die anderen beiden Schiffe zu einem vereinbarten Treffen im Süden Neufundlands ein. Eine schwer lesbare, angeblich von Miguel Corte-Real hinterlassene Steininschrift in lateinischer Sprache mit dem Kreuz des Christusordens bei Dighton (Massachusetts) ist Edmund Burke Delabarre zufolge auf das Jahr 1511 datiert.